# (3868) Mendoza
(3868) Mendoza ist ein Asteroid des Hauptgürtels, der am 24. September 1960 vom niederländischen Forscherteam Cornelis Johannes van Houten, Ingrid van Houten-Groeneveld und Tom Gehrels im Rahmen des Palomar-Leiden-Surveys entdeckt wurde.
Der Asteroid wurde anlässlich seines 65. Geburtstags nach dem mexikanischen Astronomen Eugenio E. Mendoza V. (* 1928) benannt.